# 白文彪
白文彪（英語文字名：Pak Man Biu，1921年—2007年8月2日），香港男演員，原名招鸿福。

## 生平
白文彪原祖廣東省南海市，1921年出生於英屬香港，香港移民。從1940年代於香港重光之後，即从事粤剧艺术工作。1950年代加入电影娱乐圈，任编剧及副导演，曾与导演李翰祥拍摄多部经典名剧。至1970年代，其後他正式加盟無綫電視，曾与周润发、汪明荃、郑裕玲等的影视红星合作，出演《家變》、《奋斗》、《倚天屠龍記》、《網中人》、《射雕英雄传》等多部经典剧集。其後加入香港的電視台。曾在1980年代初至1991年為止，中英聯合聲明談判期間移民美國。至於2007年8月2日凌晨四時在紐約曼哈頓聖雲仙醫院病逝。

## 電影

### 製片（2部）
- 枕邊驚魂（1963年）
- 假妻（1964年）

### 副導演（12部）
- 仙女牧羊（1958年）
- 六月雪（1959年）
- 奇女薛一娘（1962年）
- 梨渦一笑九重冤（1962年）
- 戲迷奇遇記（1962年）
- 女人世界（1963年）
- 清官斬孝女（1963年）
- 雌虎鬧京華（上集）（1963年）
- 雌虎鬧京華（下集）（1963年）
- 太極門（1968年）
- 月夜琴挑（1968年）

### 場記（6部）
- 平步青雲（大結局）（1959年）
- 三司會審殺姑案（1959年）
- 平步青雲（上集）（1959年）
- 斬柴仔封王（1962年）
- 千手神拳（上集）（1965年）
- 千手神拳（下集）（1965年）

### 策劃（1部）
- 風塵客（1968年）

### 演員（121部）
| - 寶蓮燈（1956年） - 金銀珠寶到門來（1957年） - 寶蓮燈（續集）（1957年） - 玉女驚魂（1958年） - 仙女牧羊（1958年） - 七彩蝴蝶精（1958年） - 寶蓮燈（三集）（1958年） - 漢宮生死恨（1958年） - 三司會審殺姑案（1959年） - 平步青雲（上集）（1959年） - 包公夜審行屍（1959年）... 趙虎 - 平步青雲（大結局）（1959年） - 生死連枝（上集）（1959年） - 女俠黃鶯夜破三屍案（1959年） - 苗山白毛女（下集）（1961年）... 長毛怪 - 桃花扇（1961年） - 苗山白毛女（上集）（1961年）... 長毛怪 - 天賜福星（1961年） - 小俠紅蝴蝶（下集）（1961年） - 夫證妻凶（1961年） - 無頭正宮救子鬧金鑾（1961年） - 雙龍丹鳳霸皇都（1962年） - 橫掃江南七霸天（1962年） - 梨渦一笑九重冤（1962年） - 岳飛出世（1962年） - 馬騮精出世（上集）（1962年） - 唐三藏取西經（1962年） - 三告狀（1962年） - 倚天屠龍記（上集）（1963年） - 妙賊（1963年） - 紅線女夜盜寶盒（1963年） - 雌雄雙劍俠（1963年） - 劍神傳（上集）（1963年） - 女人世界（1963年） - 十二欄杆十二釵（1964年）... 梁貴恩 - 情俠情仇（1964年） - 假妻（1964年） - 龍虎風雲劍（1964年） - 街市皇后（1964年） - 三姑嫂（下集）（1965年） - 六指琴魔（下集）（1965年） - 玉面閰羅（上集）（1965年）... 西門俊 - 千手神拳（上集）（1965年） - 一滴俠義血（上集）（1965年）... 明陸 - 無敵天書（上集）（1965年） - 千手神拳（下集）（1965年） - 金蝙蝠（1966年） - 聖火雄風（下集）（1966年）... 少林四護法 - 嫦娥奔月（1966年） - 火龍神珠（1966年） - 聖火雄風（上集）（1966年）... 少林四護法 - 寶蝶記（1967年） - 七彩封神榜（1967年）... 李靖 - 黃飛鴻虎爪會群英（1967年）... 王橫 - 聖火雄風大破火蓮陣（1967年）... 少林四護法 - 莫負青春（1967年） - 我愛阿哥哥（1967年） - 血染鐵魔掌（1967年） - 捕風捉影（1967年） - 危險十七歲（1968年） - 大情人（1968年）... 方經理 - 灰青三取珍珠旗（1968年）... 宋仁宗 - 黃飛鴻威震五羊城（1968年） | - 黃飛鴻醒獅獨霸梅花樁（1968年）... 打手甲 - 鐵血火龍令（1968年） - 哪宅鬧東海（1968年） - 如來神掌劈魔平九派（1968年） - 黃飛鴻醉打八金剛（1968年）... 黑面金剛 - 黃飛鴻拳王爭霸（1968年）... 陳維 - 紅花血劍（1968年） - 免死金牌（1968年） - 四色復仇劍（1968年） - 太極門（1968年） - 毒龍刀（1968年） - 銀刀血劍（1969年） - 一劍香（1969年） - 黃飛鴻虎鶴鬥五狼（1969年） - 君子劍（1969年） - 銅皮鐵骨（1969年）... 賀如龍 - 狂龍（1969年） - 黃飛鴻巧奪鯊魚青（1969年）... 歪咀裕 - 神劍游龍（1970年） - 學府新潮（1970年） - 秀娘（1970年） - 刀不留人（1971年） - 血爪（1971年） - 愛在夏威弟（1976年） - 出冊（1977年） - 血海螳螂仇（1977年） - 撈家撈女撈上撈（1978年） - 戇居仔與牛咁眼（1979年） - 不夜城（1980年） - 無毒不丈夫（1981年） - 打雀英雄傳（1981年） - 鬼域（1981年）... 賭塲老闆 - 連環大鬥法（1981年） - 城寨出來者（1982年）... 九叔 - 賊性（1982年） - 橫掃魚蛋檔（1982年） - 岩晒KEY（1983年） - 上海灘續集（1983年） - 種鬼（1983年） - 上海灘（1983年） - 害時出世（1983年） - 香港85 （1985年） - 初一十五（1986年） - 天煞（1986年） - 陰陽界（1987年） - 龍之家族（1988年） - 忠義群英（1989年）... 村長 - 表姐，你好嘢！（1990年） - 屍家重地（1990年）... 錢家老爺 - 表姐，妳好嘢！續集（1991年） - 志在出位（1991年） - 表哥我來也（1991年） - 新精武門1991（1991年） - 鬼域的故事（1992年） - 漫畫威龍（1992年） - 92黑玫瑰對黑玫瑰（1992年） - 追男仔（1993年） - 一本漫畫闖天涯Ⅱ（1993年） - 黃飛鴻之鐵雞鬥蜈蚣（1993年） - 正月十五之一生一世（1994年）... 王伯 - 黑社會以和為貴（2006年） |

## 電視劇演出
- 《廉政行動之危樓驚夢》（1992年）飾 杜金發
- 《我本善良》（1990年）飾 姑父（華叔）
- 《晉文公傳奇》（1989年）飾 楚侯
- 《蓋世豪俠》（1989年）飾 大理國五龍廟掌門
- 《太平天國》（1988年）飾 蒙得恩
- 《誓不低頭》（1988年）飾 林有根
- 《書劍恩仇錄》（1987年）飾 木卓倫
- 《決戰玄武門》（1984年）飾 江豐父
- 《鹿鼎記》（1984年）飾 徐天川
- 《笑傲江湖》（1984年）飾 方證
- 《天師執位》（1983年）飾 司徒鎮業
- 《射鵰英雄傳》（1983年）飾 梁子翁
- 《萬水千山總是情》（1982年）飾 吉田
- 《天龍八部》（1982年）飾 丐幫傳功長老
- 《英雄出少年》（1981年）
- 《執到寶》（1980年）飾 姜太公
- 《親情》（1980年）
- 《輪流傳》（1980年）飾 解元禮
- 《上海灘龍虎鬥》（1980年）飾 葉秋盈之父
- 《網中人》（1979年）飾 周老六
- 《楚留香》（1979年）飾 高冠忠
- 《倚天屠龙记》（1978年）飾 殷天正
- 《陸小鳳之武當之戰》（1978年）飾 獨孤美
- 《奮鬥》（1978年）飾 莫牛
- 《碧血劍》（佳藝電視）（1977年）飾 溫二爺
- 《家變》（1977年）飾 洛輝
- 《陸小鳳》（1976年）飾 馬行空